# تپه خاک (قلعه نجفقلی خان)
تپه خاک (قلعه نجفقلی خان) مربوط به دوره ساسانیان می‌باشد که در میانه، خیابان شهید مطهری، محلهٔ قالا تنگه سی واقع شده است.
این اثر در تاریخ ۶ آبان ۱۳۵۴ با شمارهٔ ثبت ۱۱۱۶ به‌عنوان یکی از آثار ملی ایران به ثبت رسیده است.
این قلعه بزرگ خاکی، در جنوب شرقی میانه (جنب رودخانه شهر چایی) قرار گرفته‌است. در قسمت‌های شمالی و شمال شرقی آن بناهای مسکونی احداث شده‌است و سمت جنوبی و جنوب غربی آن را زمین‌های زراعی و باغات سرسبز احاطه نموده و ناحیه شمال غربی آن گورستان قدیمی (خان جان آباد) واقع شده است که امروزه کاملاً متروک است. این تپه خاکی تا اواخر دوره قاجار، مورد استفاده بوده‌است.
در بنای این قلعه، خشت‌های بزرگ به ابعاد ۴۰*۳۰ به کار رفته است. با گذشت زمان و تحت تأثیر عوامل طبیعی و حفاری‌ها و خاکبرداری‌های پراکنده، قسمت‌هایی از این بنا تخریب و از بین رفته‌است.
این تپه خاکی در سال ۱۳۵۴ مورد بازدید کارشناسان وزارت فرهنگ و هنر قرار گرفته و به عنوان اثر باستانی ملی به ثبت رسیده‌است.